# Bildnis eines Knaben

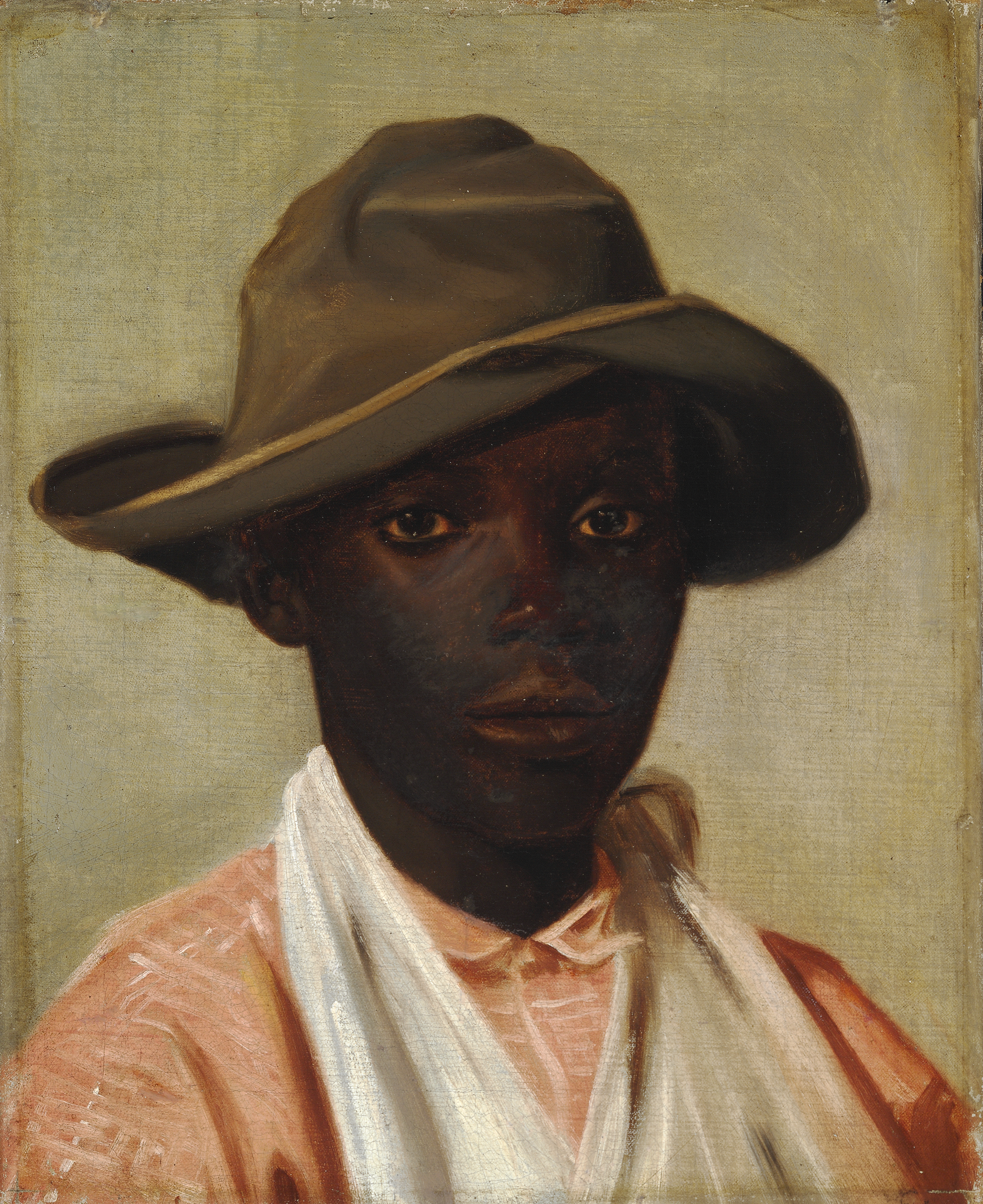
Bildnis eines Knaben.
1852–1855, unsigniert.
Öl auf Leinwand. 37 × 30 cm
Ordrupgaard, Ordrup

Das Bildnis eines Knaben (dänisch Portræt af en dreng) von Camille Pissarro ist ein vorimpressionistisches Ölgemälde aus dessen frühen Jahren auf Dänisch-Westindien. Erst 2018 wurde es dem Künstler neu zugeordnet und ist daher nicht im Wildenstein-Werkverzeichnis von Camille Pissarro von 2005 enthalten. Das Werk entstand 1852–1855, bevor Pissarro nach Paris zog, wo er zu einer der Hauptfiguren des französischen Impressionismus wurde.
Das Bild war bis 2018 nie der Öffentlichkeit zugänglich und auch noch nie Gegenstand in einer Auktion gewesen. Es ist sowohl wichtig für die Kultur Dänisch-Westindiens als auch für die künstlerische Entwicklung Pissarros in seiner Frühphase.

## Hintergrund
Das Werk gehört zur Schule des ausgehenden Goldenen Zeitalters in Dänemark in der ersten Hälfte des 19. Jahrhunderts. Kennzeichnend dafür sind der Blickwinkel, aus dem der Porträtierte gemalt worden ist, das Sujet des Nicht-Bourgeoisie-Angehörigen, also eines offensichtlichen Proletariers, sowie die einfache, fast skizzenhafte und in der Farbgebung zurückhaltende Ausführung des Werkes. Dass der Porträtierte ein Schwarzer ist, macht das Gemälde in seinem kulturgeschichtlichen Zusammenhang zugleich einzigartig.

## Bildbeschreibung
Ein Knabe schwarzer Hautfarbe schaut den Betrachter direkt an.  Das Bild zeigt ihn als Schulterstück vor einer hellen Wand. Auffällig ist neben dem verbeulten Hut mit breiter Krempe sein reines, orange-farbenes Hemd, vor dem in weißem Gaze eine Armschlinge gespannt ist. Offensichtlich ist er verletzt. Weder sein Gesichtsausdruck noch andere Details der Kleidung lassen einen weiteren Aufschluss darauf zu. Man vermutet in ihm einen Angehörigen der ehemaligen Sklavenkinder der Kolonie.
Während Pissarro der Kleidung und dem Hintergrund wenig Aufmerksamkeit und nur flüchtige Pinselstriche gönnte, widmete er sich der Haut und dem Gesichtsausdruck des Knaben sehr sorgfältig, was bereits zu dieser frühen Schaffensperiode die Meisterschaft des Malers erkennen lässt. Die Haltung und der Ausdruck lassen auf eine gewisse Ruhe und Melancholie schließen. Kleine und sehr feine Pinselstriche geben das Aussehen dieses nicht näher identifizierbaren Jungen preis.

## Rezeption

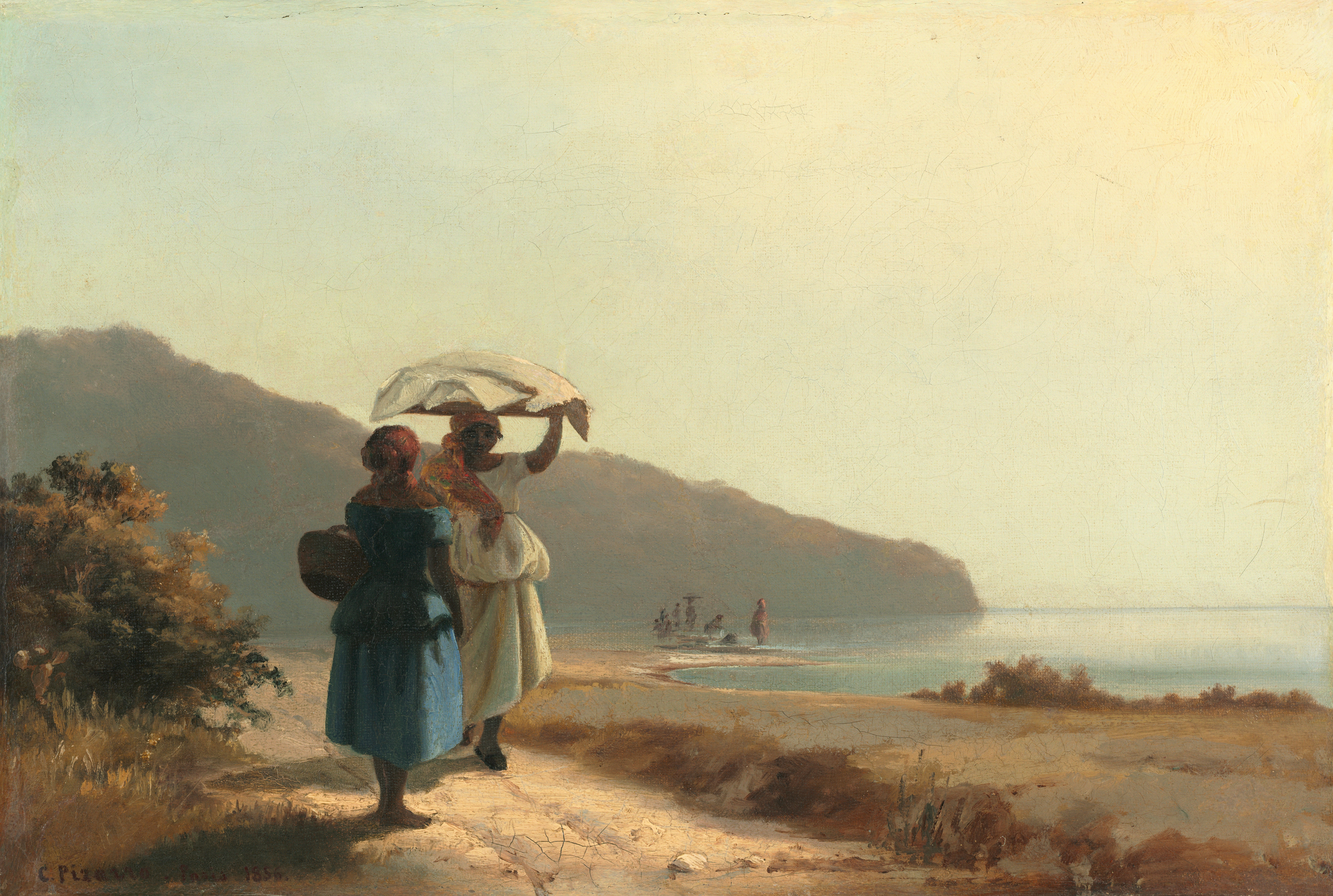
Zwei Frauen am Meer ins Gespräch vertieft, St. Thomas. 1856

Das Sujet von Hafen- und Landarbeitern sowie Marktleuten war nicht mehr neu, als Pissarro dieses Werk schuf, aber die Darstellung der wenige Jahre zuvor aus der Sklaverei entlassenen Bevölkerung mit dunkler Hautfarbe war in Europa eine Seltenheit. Ganz besonders, wenn es sich wie hier nicht um schmückendes Beiwerk auf großformatigen Landschaftsszenen wie Zwei Frauen am Meer ins Gespräch vertieft, St. Thomas, sondern um das Porträt eines Einzelnen handelte. Von den Werken des Werkverzeichnisses von Camille Pissarros aus den ersten Jahren gibt es nur sehr wenige weitere Beispiele.
Die Provenienz des Gemäldes ist bekannt: Pissarro selbst schenkte es dem auf Saint Thomas ansässigen Anwalt Hermann Meier Hjernøe (1823–1877), noch bevor er 1855 nach Paris reiste. Seither blieb es immer in Familienbesitz. Hermann vererbte es seinem in Dänisch-Westindien geborenen Sohn Carl Christian, der 1877 nach dem Tod seines Vaters mit dem Gemälde nach Dänemark zog.
Das Werk wurde am 15. und 16. Mai 2018 in der Dänischen Botschaft in London der Öffentlichkeit präsentiert. Zuvor war es vom Wildenstein Institute in New York untersucht und als ein neu gefundenes Ölgemälde Pissarros deklariert worden. Am 29. Mai 2018 wurde es mit der Finanzierung der Carlsbergfondet in Kopenhagen für das Museum Ordrupgaard auf einer Auktion ersteigert. Obwohl es auf 1,1 bis 1,2 Mio. Dänische Kronen geschätzt wurde, kam es für genau eine Million Kronen unter den Hammer. Es wird in dem neuen Werkverzeichnis Camille Pissarros erscheinen. Es wird dort unter der Inventarnummer 415 geführt.
Laut Kulturbehörde (Kulturværdiudvalget) darf dieses Werk nicht ins Ausland verkauft werden, weil es Teil der Identität der Dänen und Teil der Geschichte Dänemarks sei. Es stelle „einen seltenen kulturgeschichtlichen Beitrag zur Geschichte Dänemarks als Kolonialreich“ dar. Vom 6. Oktober 2018 bis Mitte Januar 2019 war es im Sorø Kunstmuseum in der Sonderausstellung «Guld og grønne skove» (Gold und grüne Wälder) ausgestellt, an das es verliehen wurde, weil das Museum Ordrupgaard gerade wegen Umbau geschlossen war. Seitdem wird es im Bestand des Museums Ordrupgaard ausgestellt.